# グアム副知事
グアム副知事（英語：Lieutenant Governor of Guam）は、アメリカ合衆国の準州であるグアムの知事に次ぐ役職である。

## 一覧
| 氏名                             | 政党   | 任期                        | 備考               |
| -------------------------------- | ------ | --------------------------- | ------------------ |
| クルト・モイラン                 | 共和党 | 1971年1月4日 - 1975年1月6日 | 最後のグアム長官。 |
| ルドルフ・G・サブラン            | 民主党 | 1975年1月6日 - 1979年1月1日 |                    |
| ジョーゼフ・フランクリン・エイダ | 共和党 | 1979年1月1日 - 1983年1月3日 |                    |
| エドワード・ディエゴ・レイエス   | 民主党 | 1983年1月3日 - 1987年1月5日 |                    |
| フランク・F・ブラス              | 共和党 | 1987年1月5日 - 1995年1月2日 |                    |
| マドレーヌ・ボーダロ             | 民主党 | 1995年1月2日 - 2003年1月6日 |                    |
| カリオ・モイラン                 | 共和党 | 2003年1月6日 - 2007年1月1日 |                    |
| マイケル・W・クルス              | 共和党 | 2007年1月1日 - 2011年1月3日 |                    |
| レイ・テノリオ                   | 共和党 | 2011年1月3日 - 2019年1月7日 |                    |
| ジョシュ・テノリオ               | 民主党 | 2019年1月7日 - 現在         |                    |